# Ciclo de Rapoport–Luebering

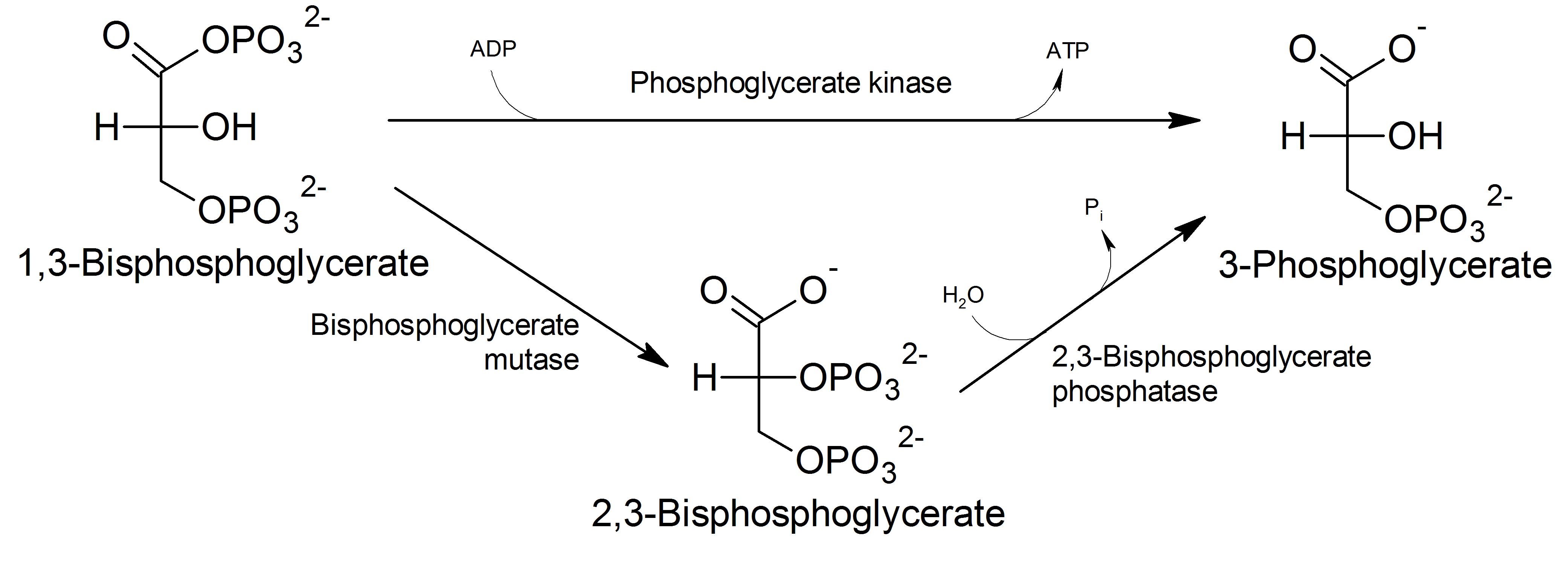
Vía de la generación de 2,3-bisfosfoglicerato.

En bioquímica, el ciclo de Rapoport–Luebering es una vía metabólica en eritrocitos maduros que implica la formación de 2,3-bisfosfoglicerato (2,3-BPG), que regula la liberación de oxígeno de la hemoglobina y el suministro a tejidos, y tiene por finalidad evitar la formación de 3–fosfoglicerato y ATP. El 2,3-BPG, el producto de reacción de la vía Luebering-Rapoport fue descrito y aislado por primera vez en 1925 por el bioquímico austríaco Samuel Mitja Rapoport.
El BPG (2,3-bisfosfoglicerato) está presente en el eritrocito en una concentración de un mol BPG/mol de hemoglobina, y se une con fuerza a la desoxihemoglobina, con lo que la hemoglobina se mantiene en estado desoxigenado y se facilita la liberación de oxígeno. El incremento en la concentración de difosfoglicerato facilita la liberación de oxígeno a los tejidos mediante la disminución en la afinidad de la hemoglobina por el oxígeno. De esta manera, el eritrocito cuenta con un mecanismo interno para la regulación del aporte de oxígeno a los tejidos.
Los tejidos obtienene energía fundamentalmente por la fosforilación oxidativa, acoplada a la cadena respiratoria, la cual funciona con oxígeno. Este oxígeno es transportado por la hemoglobina, en los glóbulos rojos, a través de la sangre y, al llegar a los tejidos, descarga el oxígeno. Cuando la disponibilidad de oxígeno se reduce el aporte de oxígeno se ve dificultado., por lo que se activa una vía metabólica relacionada con la glucólisis que produce un metabolito, el 2,3-bisfosfoglicerato (BPG), que permite que la homoglobina libere más oxígeno de lo normal, debido a que la interacción del BPG con la hemoglobina disminuye su afinidad por el oxígeno. En hipoxia, se activa la frecuencia respiratoria, lo que lleva además de un mayor ingreso de oxígeno a una mayor pérdida de CO2 y como consecuencia a una alcalosis respiratoria. El aumento de pH produce activación de la enzima 2,3-bisfogliceratomutasa, una enzima que tiene dos actividades: mutasa y fosfatasa. Fundamentalmente con la actividad de mutasa produce que el 1,3- bisfosfoglicerato de la vía glucolítica se transforme en 2,3-bisfosfoglicerato que interactúa con la hemoglobina disminuyendo su afinidad con el oxígeno. De esta manera el glóbulo rojo proveerá más oxígeno a los tejidos. Este mecanismos es uno de adaptación rápida a la falta de oxígeno, que ocurre por ejemplo cuando un individuo se halla de repente a gran altura, donde la disponibilidad de oxígeno es baja. Ya que no es el único mecanismo, la falta de oxígeno desencadenará mecanismos que aumenten la producción de eritropoyetina y así incrementar la cantidad de glóbulos rojos de la sangre.